# Luana Merli
Luana Merli (Trescore Balneario, 31 dicembre 1987) è una calciatrice italiana, attaccante del Lumezzane.

## Carriera
Luana Merli si appassiona al calcio fin da giovanissima, iniziando a giocare con i maschietti dai 6 anni d'età nella squadra dell'oratorio del paese di residenza. Arrivata ai 13 anni, dovendo sceglier di continuare l'attività agonistica in una squadra interamente femminile, si trasferisce alla Polisportiva Almennese, ridenominata in seguito Atalanta.
Gli impegni di lavoro la costringono ad abbandonare l'attività agonistica per 8 anni, tuttavia decide di riprendere a giocare tesserandosi con il Valle Verde di Trezzo sull'Adda, giocando inizialmente in Serie C Lombardia, e con il quale al termine della stagione 2012-2013 festeggia la promozione in Serie B per il campionato 2013-2014. Nell'estate 2014 si è trasferita all'Orobica, neopromossa in Serie A. Nelle sei stagioni consecutive passate nella società bergamasca ha giocato per tre stagioni nella massima serie nazionale, mentre nelle altre tre ha giocato in Serie B.
Nel 2020 ha lasciato l'Orobica e si è trasferita al Brescia, neopromosso in Serie B. Ha giocato al Brescia per tre stagioni consecutive, sempre in Serie B. Al termine della stagione 2021-22 ha vinto con 19 reti realizzate la classifica delle marcatrici della Serie B.
Nell'estate 2023 si è trasferita al Lumezzane, partecipante al campionato di Serie C.

## Palmarès

### Club
- Campionato italiano di Serie B: 1

Orobica: 2017-2018
- Campionato italiano di Serie C: 1

Villa Valle: 2012-2013
- Coppa Italia Serie C: 1

Lumezzane: 2023-2024

### Individuale
- Capocannoniere della Serie B: 1

2021-2022 (19 gol)